# Harry Novak
Harry H. Novak, né le 12 janvier 1928 à Chicago et mort le 26 mars 2014 à Los Angeles, est un producteur de cinéma américain.

## Biographie
Entre 1964 et 1978, il est l'un des plus importants producteurs américains de cinéma de sexploitation. Il a notamment produit le psychodrame Toys Are Not for Children (1972) de Stanley H. Brassloff.
En 1983 et 1984, il réalise deux comédies pornographiques sous le pseudonyme de H. Hershey.